# Armee Ostpreußen
De Armee Ostpreußen was een Duits leger in de Tweede Wereldoorlog. 

## Krijgsgeschiedenis
Armee Ostpreußen werd opgericht op 7 april 1945 in het gebied rond de Weichsel-monding door omdopen van het 2e Leger. Het leger nam het bevel op zich over alle Duitse troepen in Oost- en West-Pruisen en daarmee ook over het voormalige gebied van het 4e Leger. Dit gebied was niet veel meer dan een klein gebied rond de Weichsel-monding, de Frische Nehrung, een deel van Samland en het schiereiland Hela.
Een paar dagen na zijn oprichting, op 12 april 1945, beschikte het leger over de volgende troepenonderdelen:
- 6e Legerkorps – 129e en 170e Infanteriedivisies
- Festung Pillau – 50e en 286e  Infanteriedivisies, 558e Volksgrenadierdivisie
- 9e Legerkorps – 14e, 93e, 95e Infanteriedivisies, 551e Volksgrenadierdivisie, Pantsergrenadierdivisie Großdeutschland
- 26e Legerkorps – 5e Pantserdivisie, 1e, 21e en 58e Infanteriedivisies, 561e Volksgrenadierdivisie, 28e Jägerdivisie
- 18e Bergkorps – 7e Infanteriedivisie
- 23e Legerkorps – 4e Pantserdivisie, 23e, 32e, 35e en 252e Infanteriedivisie, 12e Luftwaffen-Felddivisie
- Korps Hela – 7e Pantserdivisie, 4. SS-Polizei-Panzergrenadier-Division, 83e en 203e Infanteriedivisie, 31e Volksgrenadierdivisie
- direct onder bevel – 102e Infanteriedivisie, Division z.b.V. 607, 10e Radfahr-Jägerbrigade

In de daaropvolgende maand werd het leger op een nog kleiner gebied teruggedrongen door het Rode Leger, waarbij o.a. Samland en de Frische Nehrung verloren gingen.
Armee Ostpreußen capituleerde op 9 mei 1945 op het schiereiland Hela aan Sovjettroepen.

## Commandanten
| Rang                     | Naam                 | Begin        | Eind       |
| ------------------------ | -------------------- | ------------ | ---------- |
| General der Panzertruppe | Dietrich von Saucken | 7 april 1945 | 9 mei 1945 |